# باشگاه فوتبال زیمبرو کیشیناو
باشگاه فوتبال زیمبرو کیشیناو (انگلیسی: FC Zimbru Chișinău) یک باشگاه فوتبال در شهر کیشیناو مولداوی است. این باشگاه در لیگ ملی فوتبال مولداوی بازی می‌کند. این باشگاه در سال ۱۹۴۷ تأسیس شده‌است.